# François Dilasser
François Dilasser est un peintre français né à Lesneven (Finistère) le 5 mars 1926 et mort le 16 septembre 2012 à Guilers (Finistère).

## Biographie
Autodidacte, François Dilasser peint depuis l’enfance puis exerce plusieurs métiers avant de se consacrer entièrement à la peinture.
Très tôt marqué par Gauguin (Le Cheval blanc) puis par Roger Bissière et, plus généralement, par l’abstraction informelle de l’École de Paris, il trouve son style et sa manière au début des années 1970. Dès lors, il expose régulièrement dans les galeries, dans les musées et les centres d’art.
Transcendant les catégories admises (abstraction/figuration, portraits/paysages/architectures), investisseur très précis de l’espace du tableau, il produit l’œuvre singulier d’un coloriste doublé d’un dessinateur au trait faussement hésitant, subtil et vibrant. Son support favori reste le papier, y compris pour les grands formats qu’il maroufle ensuite sur toile tendue sur châssis. Travaillant le plus souvent par ensembles (Les Bateaux-feu, Les Jardins, Les Veilleurs, Les Mains…), il revisite également certains maîtres du passé (Frans Hals et ses Régentes, Paul Cézanne et ses Baigneurs/euses).
L’œuvre, tant dessiné que peint, frappe par une expressivité très personnelle qui témoigne d’une vision du monde dont le cadre opère un va-et-vient constant entre l’observation du contexte quotidien et la production de formes génériques qu’il réinvente constamment.
Ami des écrivains (Paul Louis Rossi, Jean-Pierre Abraham, Charles Juliet, etc.), François Dilasser a conçu avec eux de nombreux ouvrages. Sa femme, Antoinette Dilasser, elle-même écrivaine, reste sa principale exégète (D ; Journal Hors temps).

## Expositions personnelles (sélection)
- 1975 :
  - Galerie La Roue, Paris
- 1976 :
  - Galerie Harms, Mannheim
  - Thèmes bretons, Institut français, Cologne
- 1977 :
  - Peintures récentes, Galerie Jacob, Paris
- 1979 :
  - Kunstverein, Hattingen, République fédérale d'Allemagne
  - Kunstverein, Schwelm, République fédérale d'Allemagne

- 1980 :
  - Peintures, galerie Jacob, Paris
- 1983 :
  - Galerie JMS, Oslo
  - Musée des Jacobins, Morlaix
  - Galerie Miramar, Göteborg
- 1986 :

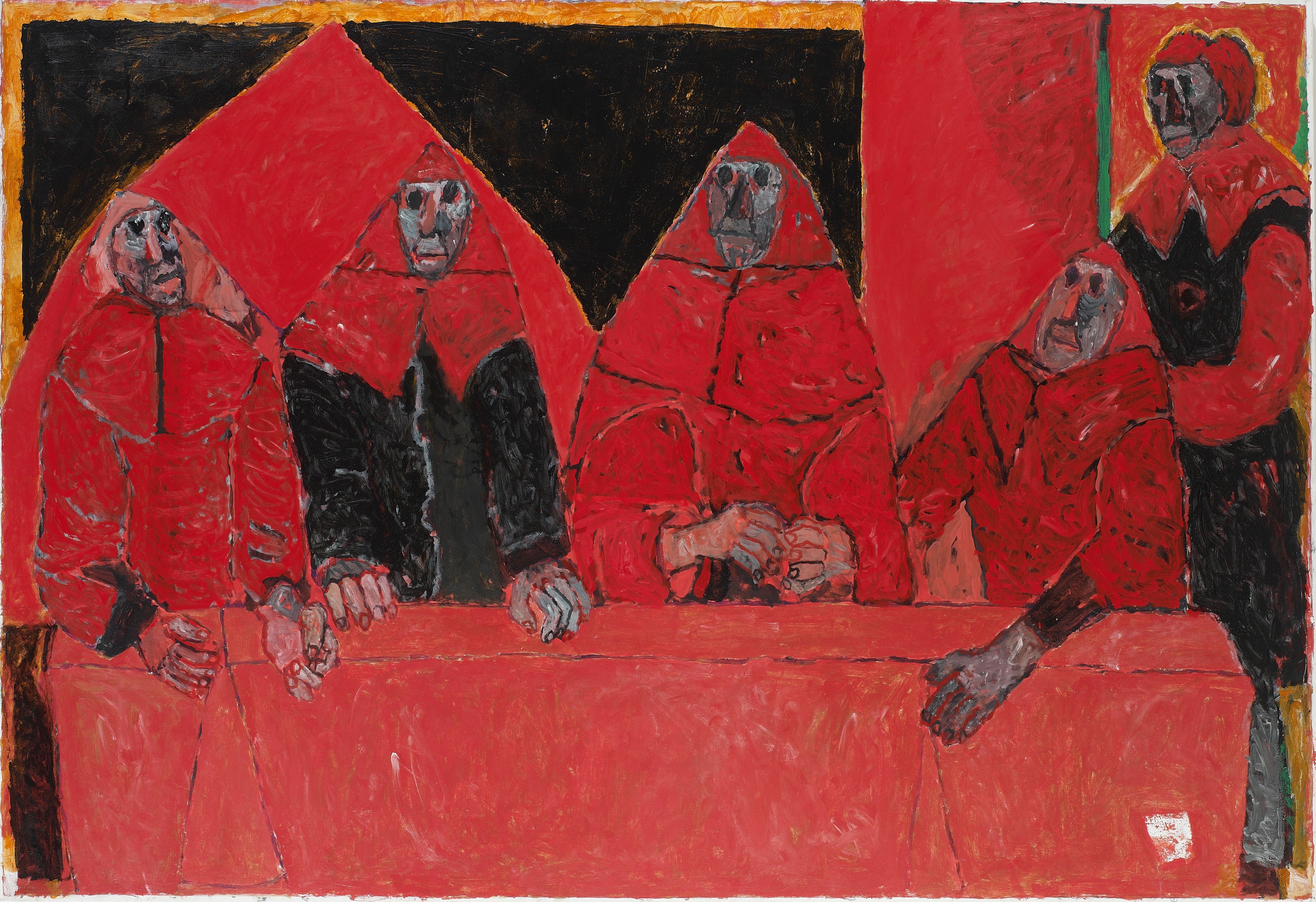
François Dilasser, Sans titre, 1995, série Les Régentes.

  - Peintures et œuvres sur papier, musée des beaux-arts, Rennes
- 1987 :
  - Peintures et œuvres sur papier, musée des beaux-arts, Quimper
  - Galerie K, Washington
  - Galerie Clivages, Paris
  - Galerie Oniris, Rennes
  - Le Triangle, Rennes

- 1988 :
  - Galerie Clivages, Paris
- 1990 :
  - Galerie La Navire, Brest
  - Galerie Clivages, Paris
- 1991 :
  - Galerie La Cité, Luxembourg

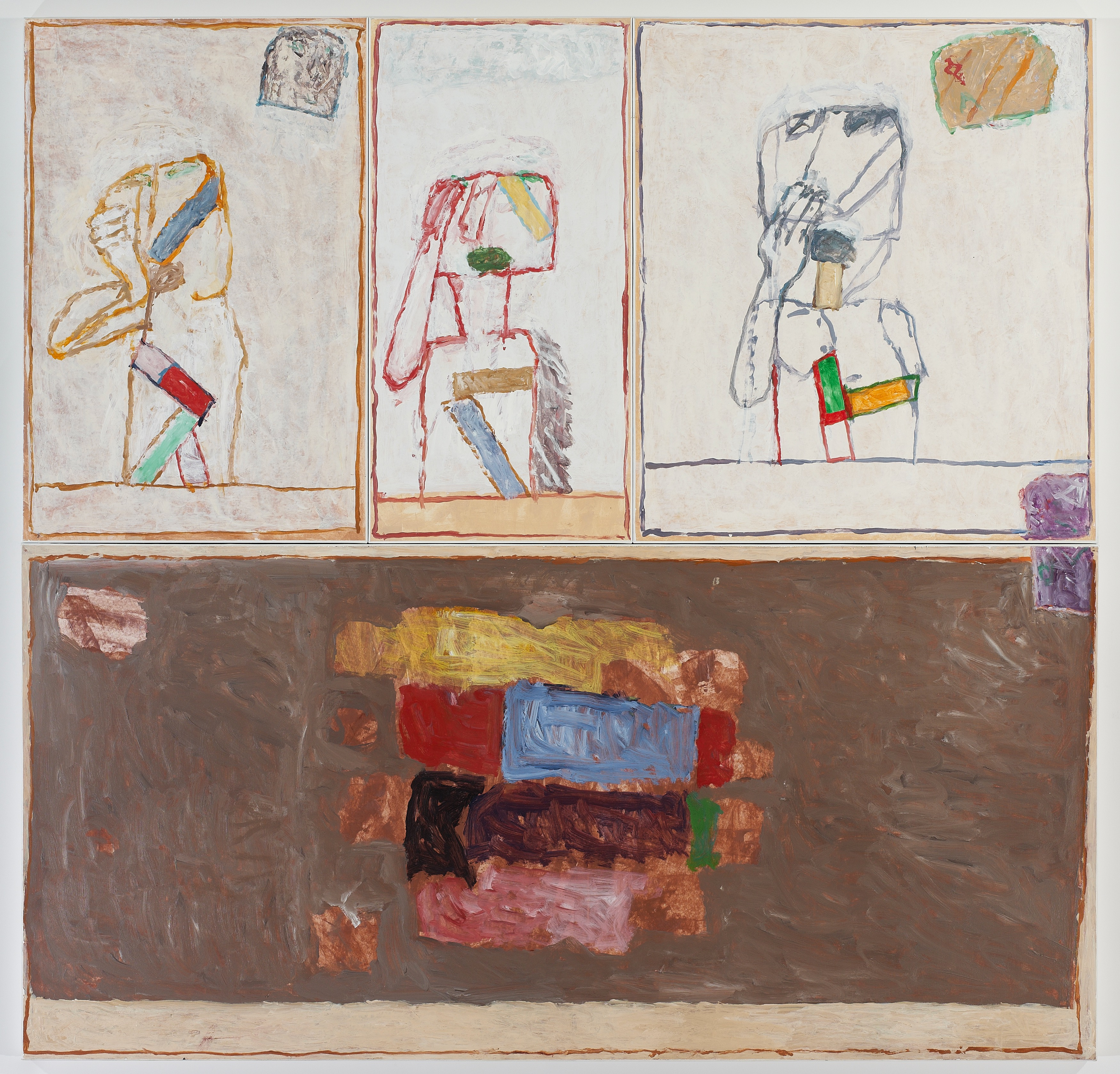
François Dilasser, Figures avec soubassement no 6. La déploration, 1994,.

  - Galerie Le Troisième œil, Bordeaux
- 1992 :
  - Galerie Clivages, Paris
  - Peintures, château de Ratilly, Treigny (Yonne)
  - Têtes marines, bateaux-feu, têtes silencieuses, galerie La Navire, Brest
- 1993 :
  - Château de Kerjean, Saint-Vougay (Finistère)
- 1995 :
  - Galerie Montenay, Paris
  - Dilasser sur le papier, médiathèque, Espace Jacques-Demy, Nantes
- 1996 :

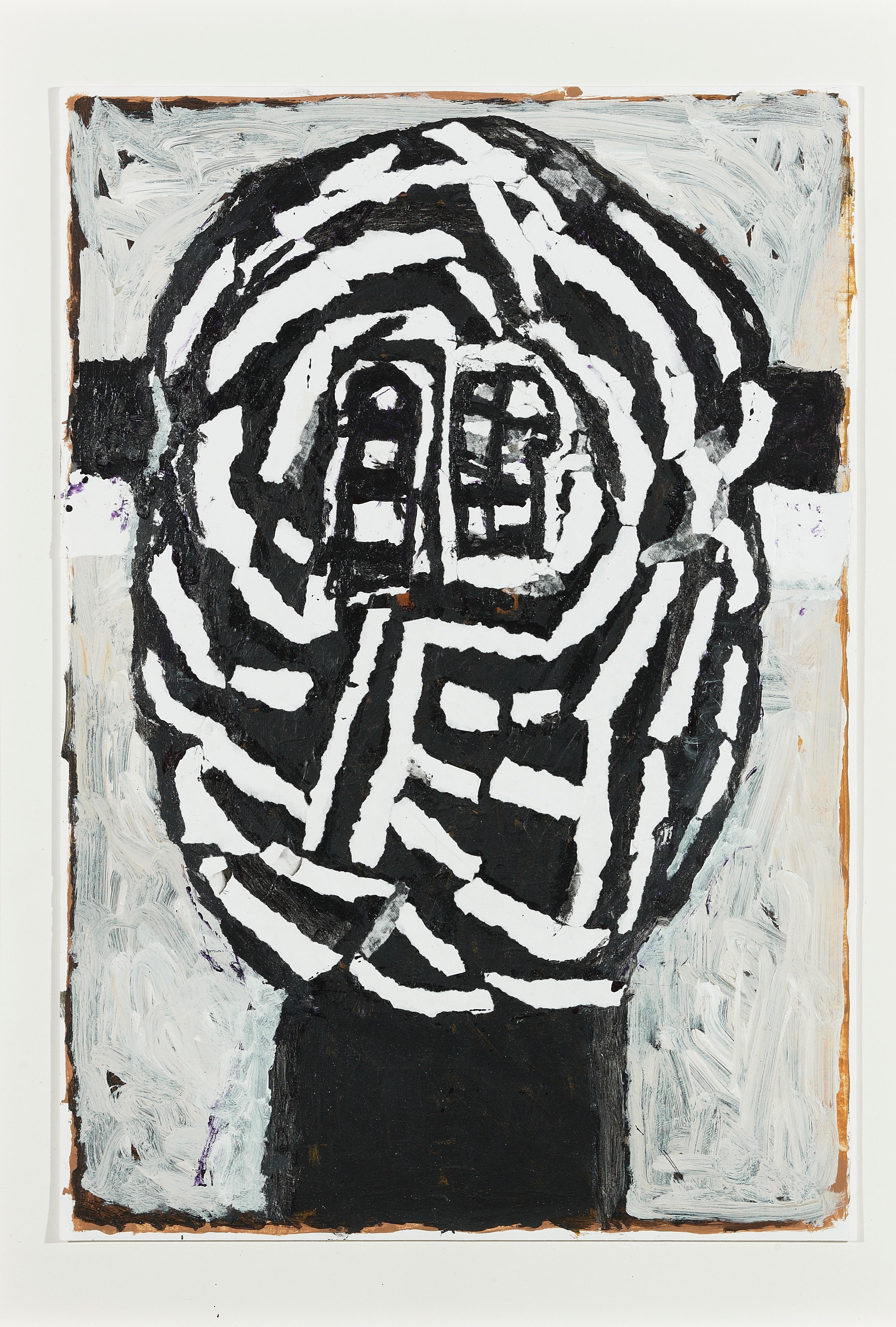
François Dilasser, Sans titre, 2000, série dites des Têtes à entrelacs.

  - Peintures et dessins 1987-1996, musée des beaux-arts, Valenciennes

- 1997 :
  - Peintures et dessins 1987-1996), musée de l’Abbaye Sainte-Croix, Les Sables d’Olonne
  - Peintures et dessins 1987-1996, musée des beaux-arts, Saint-Lô
  - Peintures et dessins 1987-1996, artothèque de Caen
  - L’Art dans les chapelles, chapelle Saint-Jean, Guern (Morbihan)
- 1998 :
  - Galerie Montenay-Giroux, Paris
- 1999 :
  - Galerie La Navire, Brest
  - Peintures 1991-1999, musée Hébert, La Tronche, Grenoble
- 2000 :
  - Peintures et dessins 1988-2000, organisé par le Frac Bretagne, galerie du Faouëdic, Lorient
- 2001 :
  - Abbaye-aux-Dames, Saintes
  - L’Art dans les chapelles, chapelle Saint-Nicolas, Saint-Nicolas-des-Eaux (Morbihan)
  - Présences, chapelle des Ursulines, Quimperlé / galerie Pierre Tal Coat, Hennebont
- 2002 :
  - Claire Brétécher rencontre François Dilasser, portraits/autoportraits, faculté des lettres Victor-Segalen, Brest
- 2003 :
  - Planètes, Étoiles, galerie Frédéric Giroux, Paris
- 2004 :
  - Fondation d’entreprise Espace Écureuil pour l’art contemporain, Toulouse
- 2005 :
  - Baigneurs/euses, après Cézanne, Le ring/artothèque de Nantes
- 2008 :
  - Les rois ont perdu leur couronne pour un chapeau, musée des beaux-arts/artothèque, Brest
- 2009 :
  - Les rois ont perdu leur couronne pour un chapeau[13], musée des beaux-arts, Bordeaux
- 2013 :
  - François Dilasser. L'atelier – Œuvres choisies 1972-2007[14], domaine de Kerguéhennec, Bignan (Morbihan)
- 2015 :
  - François Dilasser, Veilleurs, Régentes, Bateaux-feu, Têtes marines, Planètes à plumes et autres peintures[15], Mamco, Genève
- 2016 :
  - Dilasser chez lui, musée du Léon, Lesneven
  - Dilasser, le dessin, musée des beaux-arts/artothèque, Brest
- 2018 :
  - Les Paysages de François Dilasser[16], galerie de Rohan, Landerneau
- 2022 : 
  - Le bruit de nos vies, Espace Paul Rebeyrolle, Eymoutiers

## Collections publiques
- Caen, FRAC Normandie : Bateau-feu, 1992, acrylique sur papier marouflé sur toile.
- Paris, Centre national des arts plastiques : Printemps, 1984, huile et acrylique sur toile.
- Quimper, Musée des Beaux-Arts : La Mer Rouge III ou Le Passage de la mer Rouge, 1990, huile et acrylique sur toile.
- Rennes, FRAC Bretagne :
  - Horizontales sur fond gris + bleu, 1976, acrylique sur toile ;
  - Sans titre, 1982, acrylique sur toile ;
  - Sans titre, 1983, acrylique sur toile et bois ;
  - Métamorphoses, 1993, acrylique et encre de Chine sur papier marouflé sur toile ;
  - (Sans titre) Ensemble-185 (dissociable) Main, 1997, acrylique sur papier marouflé sur toile ;
  - (Sans titre) Ensemble-185 (dissociable) Main, 1997, acrylique sur papier marouflé sur toile ;
  - (Sans titre) Ensemble-185 (dissociable) Main, 1997, acrylique sur papier marouflé sur toile.

Des œuvres sont également présentes dans les collections de musées des beaux-arts, celui de Bordeaux, Brest, Caen, Rennes.